# Simone Boisecq
Simone Boisecq, née le 7 avril 1922 à Alger et morte le 6 août 2012 à Auray, est une sculptrice française.
Elle est l'épouse du sculpteur Karl-Jean Longuet (1904-1981), arrière-petit-fils de Karl Marx.

## Biographie

### Alger
Le père de Simone Boisecq, Émile, d'origine bretonne (Vannes), né en 1888, s'est installé en 1920 à Alger en y suivant son frère jumeau. Travaillant dans une administration militaire, catholique libéral, il soutient les revendications nationales et culturelles des Bretons mais aussi des indiens d'Amérique, des Arabes, des Kabyles et des Gitans. S'intéressant aux arts premiers autant qu'à l'art breton, il collectionne les œuvres africaines, compose des livres-objets de poèmes pour lesquels il dessine, peint des enluminures, grave et sculpte le bois. En 1929 il offre à sa fille une statuette dogon qu'elle a remarquée sur le marché de Chartres, non loin de la Casbah. La mère de Simone Boisecq, Suzanne Deferre, est née à Smyrne en 1898, orpheline, élevée dans un couvent, elle donne à Constantinople des leçons de piano puis arrive à Alger en 1920 où elle entre dans l'administration où elle rencontre Émile Boisecq. Ils se marient en juin 1921. À la naissance de leur fille l'année suivante, Suzanne Boisecq quitte l'administration et reprend ses leçons de piano, la famille habitant le quartier de « La consolation », à l'ouest d'Alger. 
En 1926 Simone Boisecq découvre la Bretagne (Arradon). Enfant rebelle, une constante tension l'oppose à sa mère autoritaire. Élève au lycée Delacroix, aujourd'hui lycée Aroudj & Kheiredine Barbarous, Simone Boisecq multiplie à partir de 1934 ses lectures, particulièrement de Paul Claudel et d'André Gide. Lors de vacances dans le Morbihan, elle découvre les calvaires bretons. En 1937, elle suit des cours de dessins auprès du sculpteur Henri Laitier avec qui elle travaille sur le motif dans la campagne algéroise, puis des cours du soir en sculpture aux Beaux-Arts d'Alger. 
Dans les années suivantes elle rencontre François Marçais, fils du conservateur du Musée des Antiquités et de l'Art musulman, et Anna Kipper, ethnologue et amie du peintre Albert Marquet. En 1940 elle acquiert, signe de son attachement aux arts premiers, un masque, une tête d'oiseau et un hochet sculpté provenbant de la Colombie-Britannique. Après avoir obtenu en 1940 son baccalauréat, elle entre en hypokhâgne au lycée Bugeaud, aujourd'hui lycée Émir-Abdelkader, où elle se lie d'amitié avec Jean Pélégri mais dont le climat lui déplaît. Son père étant révoqué en 1940 par le régime de Vichy pour son engagement dans le mouvement autonomiste breton, elle assure des remplacements dans des écoles de la région d'Alger. Poursuivant en 1941 des études de philosophie et d'esthétique à l'université d'Alger, elle fréquente la librairie d'Edmond Charlot, lit les recueils des nombreux écrivains qu'il édite (Pierre-Jean Jouve, Pierre Emmanuel, Saint-John Perse, Louis Aragon, Paul Éluard, René Daumal, Philippe Soupault, Aimé Césaire, Vercors), partage un appartement avec Françoise Lavergne, comédienne, militante communiste, résistante etcompagne de Roger Garaudy, réfugié à Alger. Elle est alors durant quelques mois rédactrice dans l'administration du Gouvernement général.

### Paris
Engagée en 1943 à l'Agence France-Presse au service étranger, Simone Boisecq réalise en 1944 un entretien à l'occasion de la mort d'Aristide Maillol, avec André Gide et est mutée à Paris où elle s'installe, rue de Bourgogne, en mai 1945. Elle découvre les œuvres de Pablo Picasso, Julio González, Paul Klee, Constantin Brâncuși et lors d'un séjour d'un mois à Londres durant l'été la sculpture moderne anglaise, Henry Moore, Lynn Chadwick. Elle traduit l'année suivante pour Edmond Charlot des poèmes de D.H. Lawrence ainsi que des textes pour une exposition William Blake organisée à la galerie Drouin. Chez Nelly Marez-Darley, rue Campagne-Première, elle fait la connaissance du philosophe Bernard Groethuysen et du peintre surréaliste Óscar Domínguez et rencontre Henri-Pierre Roché. Elle suit les cours d'esthétique d'Étienne Souriau à la Sorbonne.

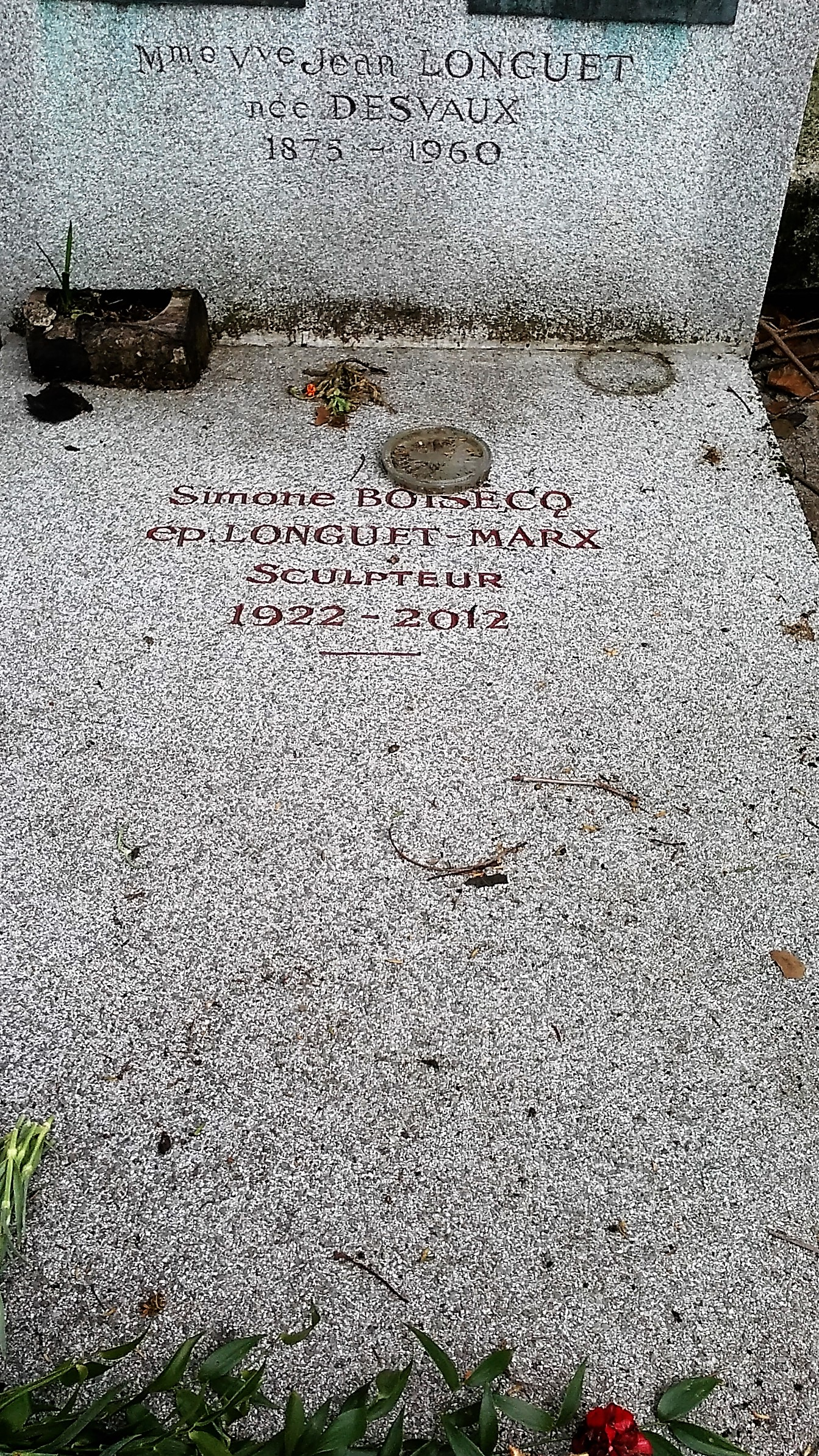
Tombe de Simone Boisecq, Paris, cimetière du Père-Lachaise.

En 1946, Simone Boisecq rencontre le sculpteur Karl-Jean Longuet (1904-1981) qui lui propose de réaliser son buste. Elle crée alors ses premières céramiques, vases et figures d'orants. Elle quitte en 1947 France-Presse, vivant de traductions (notamment d'Herbert Read), louant une chambre, pleine de peintures de Marie Laurencin chez Henri-Pierre Roché, boulevard Arago, et travaillant dans l'atelier de Karl-Jean Longuet, qu'elle épouse en juin 1949. Le couple s'installe dans le modeste atelier (no 9), sans eau, de Karl-Jean Longuet aménagé dans les écuries de l'ancien relais de poste de la Barrière d'Enfer menant au Jardin de l'Observatoire de Paris et passe ensuite l'été à Golfe Juan en compagnie d'Óscar Domínguez et de Picasso. Simone Boisecq réalise la même année des céramiques à Vallauris et est invitée dans l'atelier de Constantin Brâncuși impasse Ronsin, rencontre Ossip Zadkine en 1950. À partir de 1949, Simone Boisecq et Karl-Jean Longuet se lient avec les artistes espagnols, notamment Francisco Bores et Baltasar Lobo puis avec les peintres et sculpteurs de la nouvelle École de Paris, Maria Elena Vieira da Silva et Árpád Szenes, Roger Bissière, Jean Bertholle, Jean Le Moal et Juana Muller, Véra Pagava, Étienne Martin, François Stahly, Nicolas Wacker, Lucien Lautrec, Hans Reichel, Marie Raymond et son fils Yves Klein. Ils côtoient également Paul Éluard dont Longuet sculpte en 1951 le buste.
Simone Boisecq et Karl-Jean Longuet s'installent en 1951 dans l'appartement que celui-ci avait occupé précédemment, rue Visconti à Paris. Simone Boisecq présente l'année suivante à la galerie M.A.I. sa première exposition personnelle et participe au Salon des réalités nouvelles. Lors d'une exposition en 1954 à la galerie Jeanne Bucher son Soleil Césaire ou Soleil cou coupé est remarqué par Germaine Richier. À partir de cette date, elle participe à des expositions collectives avec Étienne Martin, Émile Gilioli, Alicia Penalba, François Stahly et Isabelle Waldberg, ainsi qu'au Salon de la jeune sculpture et en 1959, à l'invitation de Henri-Georges Adam, au Salon de mai. En 1960, elle fait la connaissance de Maurice Blanchot qui lui inspirera plus tard Le Veilleur et de Jacques Lassaigne, en 1963 de Jean Guichard-Meili qui écrira sur son œuvre, et en 1972 du peintre Geer van Velde.
Entre 1956 et 1986, Simone Boisecq réalise une dizaine de sculptures monumentales pour des commandes publiques, en province et à Paris, notamment pour l'École nationale d'administration (Stèle sans âge III, 1982), et plusieurs de ses œuvres sont éditées par la Monnaie de Paris. Elle participe régulièrement à partir de 1975 aux expositions « Le Temps de voir » organisées à Maillot par Geneviève Thèvenot et commence en 1984 une première série de dessins à l'encre de Chine.
Des expositions rétrospectives de Simone Boisecq sont organisées en France, en Allemagne et au Portugal de 1999 à 2001. Sous le titre De la sculpture à la cité rêvée, une exposition itinérante de Simone Boisecq et de Karl-Jean Longuet a lieu entre 2011 et 2013 au musée des Beaux-Arts de Reims, au musée des Beaux-Arts d'Agen, au musée de l'Évêché de Limoges, au musée Sainte-Croix de Poitiers et au musée Unterlinden de Colmar.
Simone Boisecq meurt le 6 août 2012 à l'hôpital d'Auray et est inhumée le 8 août 2012 à Paris, au cimetière du Père-Lachaise (76e division) face au mur des Fédérés.

## Œuvre

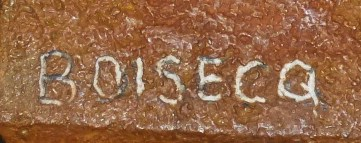
Signature de Simone Boisecq.

L'œuvre de Simone Boisecq est de celles qui ont engagé, au long des années 1950, la sculpture contemporaine dans une voie nouvelle, non figurative, dont la démarche n'apparaît pas sans parenté avec les cheminements simultanément explorés, après la longue étape du surréalisme, par les peintres et les poètes.
La sculpture de Simone Boisecq se caractérise en effet par un double refus : de la description naturaliste, même simplifiée, d'une part, et d'autre part d'une abstraction purement géométrique, d'un maniement de structures et de volumes fermés sur leur autonomie, coupés de tout lien avec l'être du monde. Dans la reconnaissance des pouvoirs propres de son langage, si elle se détache de toute représentation des choses du visible et fait paraître des formes inédites, elle ne rompt pas pour autant toute relation avec la réalité. Dans les peintures non figuratives les couleurs ne sont pas qualités des choses, ce sont à l'inverse les choses qui constituent des qualités possibles, fugitives, des couleurs. Il en irait de même pour la construction de l'espace dans la sculpture de Simone Boisecq. Les mouvements ascendants des plans, les trouées dont elle ajoure les masses, ne sont pas qualités essentielles de L'Arbre ou de La Ville, mais l'Arbre ou la Ville, le Soleil ou la Figure humaine, se donnent comme qualités instables des volumes que Simone Boisecq ajuste ou oppose. En un flux et reflux incessants, le regard vacille entre le proche et l'intime, l'immense et le lointain. Les identifications qu'il tente d'y projeter se recouvrent et s'effacent, ne semblent qu'effleurer le noyau énigmatique que l'œuvre dresse irréductiblement dans un espace à mesure variable.
Ce travail au-delà des apparences, Simone Boisecq l'a mené à travers diverses matières, au long d'une poétique évolutive, en des thèmes distincts qui surgissent tour à tour ou se développent de front, plus tard s'enchevêtrent et se réactivent à distance, dérivent les uns dans les autres. 

« Les étapes de mon parcours de sculpteur correspondent aux étapes de ma vie », dit Simone Boisecq, « mais c'est une évidence a posteriori : ces thèmes qui apparaissent dans leur propre cohérence, je ne les ai pas projetés sur le moment, ils sont intervenus au fur et à mesure que la vie avançait en une sorte de développement organique »

.

### Objets et Fleurs sauvages
C'est autour de 1948 que Simone Boisecq réalise ses premières sculptures dont les formes dépouillées et élémentaires semblent surgir « de quelque civilisation lointaine et primitive (...), comme 'venues de nulle part' ». De 1949 à 1955 les allusions à l'univers de la vie végétale dominent le premier moment de son itinéraire. Dans les « Objets et Fleurs sauvages » exposés en 1952, les formes épineuses, carénées ou crénelées s'épanouissent au carrefour des rythmes des agaves ou figuiers de Barbarie que Simone Boisecq a côtoyés durant plus de vingt ans à Alger. 

« J'ai en effet passé ma jeunesse en Algérie, dans un climat où les plantes grasses et
tropicales affirment leurs volumes dans une lumière intense. Et là est sans doute la source d'inspiration de mes premières sculptures, ou plutôt de mes premiers « objets », objets sauvages exposés à Paris en 1952. »

À travers le refus de toute imitation, narration, anecdote, et l'inscription dans ses « Idoles » d'une dimension anthropomorphique, le climat de son travail s'apparente d'emblée à celui des Arts Premiers qu'évoqueront encore ses Figures totémiques. 

« Un grand vase aux bras levés pouvait évoquer une forme humaine vide en situation d'offrande, un orant. Je ne me suis jamais attaquée directement à la figure humaine : je trouvais à cette époque que la forme végétale revêtait objectivement un sens plus aigu sur le plan symbolique. »

Les silhouettes de ses Orants aux bras dressés vers le ciel, les contours denticulés de ses Cactées ne croisent pas moins les galbes ou les anses des jarres, amphores, vases et lampes votives modelés en Algérie même, ainsi que les dômes caractéristiques des tombeaux sahariens. « Ce que j'ai fait est né là-bas », confie encore Simone Boisecq.

### Soleils
Dès 1953 deux thèmes nouveaux vont renouveler cet enracinement. Associé à la lecture des poèmes d'Aimé Césaire, apparaît son premier Soleil, en terre cuite puis en bronze, que des versions monumentales transposeront en 1956 et 1964. Le thème ne cessera plus d'accompagner son œuvre dont il constitue l'une des fibres majeures (Pierre solaire, 1970 ; Soleil noir de la Mélancolie, 1983 ; Soleil nocturne, 1998). Matérialisant puissamment, au contraire de la perception et de la représentation spontanées, les rayons invisibles de la lumière dans les remous des plans et des facettes, nombre de ces Soleils n'évoquent le noyau actif de leur éruption que par un vide central, que l'on retrouvera, dédoublé, dans le regard égaré des Masques et Vanités. Remontant du temps cyclique de la vie végétale, approchée dans Le Fruit (vers 1948-1949), L'Arbre ou La Forêt (1952), jusqu'au principe du vivant, lui-même en marge de toute vie individuelle, Simone Boisecq entraîne hors des cadres rassurants de l'espace et du temps humains vers une transcendance cosmique : comme en miroir ses Signes solaires rappellent à l'homme le caractère éphémère de sa condition, se donnent au milieu de l'inhumanité de l'univers comme chiffres inverses de sa mort).

« Au long des années, celles de ma maturité, je me suis exprimée en Soleils, Fruits, Flamme, Couples, puis Villes hautes et basses, et autres figures totémiques ou purement poétiques, selon ma sensibilité du moment. Du Fruit en 1952 je suis passée à L'Arbre, puis à La forêt qui en est l'extension. Il n'y avait guère de pulpe dans mes Fruits, mon Arbre est sans feuilles : des ossatures seulement, des structures qui transcendent la fragilité, la précarité, l'aspect éphémère du monde dans lequel nous vivons. Mon premier Soleil en 1954, Soleil Cou-coupé, est lié à ma lecture de Césaire. Ce n'était pas dit à l'époque, car longtemps je n'ai pas donné de titres à mes sculptures, de façon que chacun puisse y voir librement ce qu'il y voyait. »

### Villes
En opposition à ces sphères solaires commencent simultanément en 1954 de se dresser dans l'œuvre de Simone Boisecq les élans ascensionnels de ses architectures, Ville, Citadelle ou Forteresse. Serrées sur elles-mêmes à l'abri des hautes parois de leurs remparts, laissant à peine entrevoir rampes et galeries de leurs espaces internes, elles poursuivent la verticalité végétale, désormais massivement étagée en structures complexes, coniques ou pyramidales. « Il y avait dans le souci de la structure continuité et développement entre L'Arbre et la Ville, ce que crée la Nature et ce que construisent les hommes », dit Simone Boisecq. Villes sans âge, sans la moindre connotation réaliste, si fugitivement y transparaissent les profils des minarets et pinacles du Mzab et du Grand Sud saharien, elles ne renvoient précisément le regard à aucun lieu, aucune époque du monde, comme surgissant en marge de toute histoire, dans la fixité d'un éternel présent, se levant d'un désert de pierres ou de quelque clairière au détour d'une forêt profonde, au bord d'une steppe inexplorée ou dans le méandre d'un fleuve innommé. Cette expressivité devait tout naturellement conduire Simone Boisecq à ses plus vastes réalisations, dès 1956 et plus constamment au long des années 1970, lorsque toute une série d'œuvres destinées à des bâtiments publics lui sera commandée. À ces structures architecturales va dans son travail se mêler, comme auparavant aux formes végétales, l'arrière-fond de la présence humaine.

« J'ai toujours pensé grand, et j'ai réalisé grand dès que j'en ai eu la possibilité. () Dans les années 60-70 l'occasion m'a été offerte de réalisations monumentales : à Provins, à Limoges, dans la région parisienne, en Bretagne et plus tard en Martinique. J'ai toujours, comme il se doit, apporté des modifications de détail, rendues nécessaires par le changement d'échelle. J'aurais peut-être évolué autrement si j'avais eu l'occasion de continuer dans cette voie car j'ai eu grand plaisir à réaliser des œuvres pour l'extérieur, à voir se dresser dans l'espace ce dont je rêvais dans l'atelier. Et l'an dernier j'ai pu monter Le Veilleur, en résine, à deux mètres et demi de hauteur. Mais, ceci dit, il me suffit souvent de rêver : je suis à l'aise à mon échelle, c'est à ce niveau d'abord que s'inscrit mon itinéraire, en toute liberté. »

### Vanités

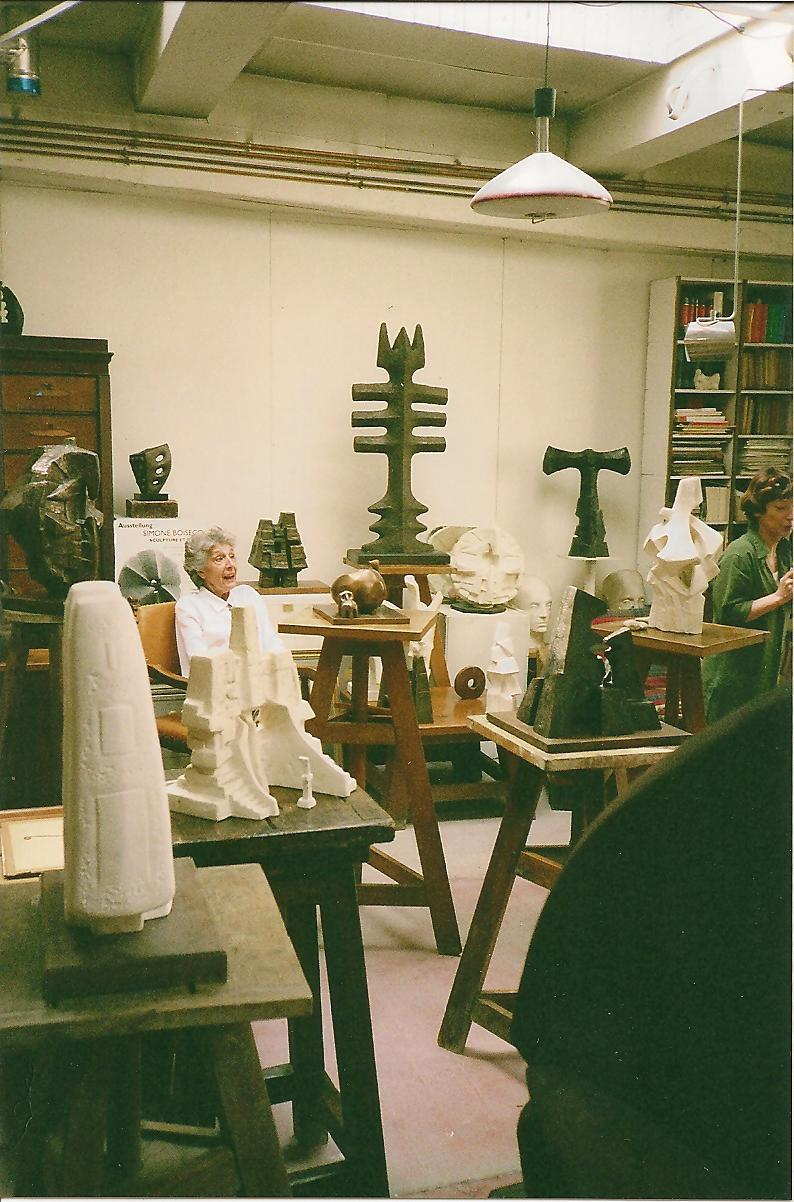
Simone Boisecq dans son atelier, Paris, 1998.

C'est ce thème, à travers un glissement autour du signe du regard, jusqu'alors très allusivement suggéré parmi d'autres et assurant désormais la structure essentielle de la construction, que vont métamorphoser les vanités composées à partir de 1993 mais à travers un renversement de l'approche initiale : c'est à présent l'Architecture en ses fermes assises qui découvre progressivement les Visages dont elle est constituée.

« À partir des années 80, je me suis davantage retirée en moi-même. A travers les Vanités, je suis revenue vers une conscience de soi. De même qu'il y a la Colonne de l'Infini de Brancusi, chez moi Le Temps est comme une succession, une superposition de Vanités, une Colonne du Temps. J'ai continué ce retour sur moi-même à travers les Mausolées de voyage, avec un certain humour que l'on perçoit, je l'espère. »

La Vanité au regard égaré se fait monument aux degrés irréguliers qui déjà se donnent à gravir. Traces de visages effacés et façades creusées dans la falaise, vestiges de remparts dressés ces Vanités réunissent la dimension architecturale qui demeure l'une des composantes spécifiques de l'œuvre de Simone Boisecq et la méditation sensible du temps qu'elle n'a cessé de mener.

### Mausolées
La série parallèle des Mausolées de Voyage, en accomplit une autre synthèse au confluent des Villes et Vanités. Cinquième thème majeur, il se développe de 1992 à 1998 à travers une riche variété formelle, hauts profils resserrés, dalles ajourées d'allées couvertes ou tumulus. Le regard ne les découvre pas statiquement mais, à travers une approche dynamique, longe leurs parois, sur le point virtuellement de se glisser par leurs ouvertures, de bifurquer par leurs couloirs silencieux. Plus que la finitude de son existence, ce serait l'infinitude au milieu de laquelle séjourne l'homme que ces Mausolées, Mémentos intimes pour le voyage de la vie, donneraient à éprouver. Sur d'autres voies, à l'aide de nouvelles formes, Simone Boisecq y poursuit la même approche de l'intemporalité en quoi s'inscrit la durée humaine : la même quête de cet Autre-que-l'homme dont l'interrogation définit la dé-nature humaine.
Sans doute est-ce cette tension méta-physique latente, tout juste suggérée par la poésie de certains titres, La Clé de l'Infini ou La Monnaie de l'Absolu, qui caractériserait l'originalité de son œuvre dans la sculpture contemporaine. « Parent de tous les styles sacrés et étranger à tous les autres », le style de l'art moderne, affirmait André Malraux, « semble celui d'une religion qu'il ignore ». Ainsi, de l'autre côté du temps, de ces Temples de l'Intemporel qu'édifie Simone Boisecq.

« Mon scepticisme, acquis et devenu ordinaire, m’a fait ajouter de voyage au terme de Mausolée : j’ai voulu tempérer d’humour mes élans vers l’éternité et indiquer que le Mausolée n’était que l’illusion d’une pérennité qui n’a cours ni dans la vie, ni dans le temps », confie-t-elle »

.  

### Sculpture et poésie
Plusieurs sculptures de Simone Boisecq, et particulièrement ses Soleils sont liées à ses lectures poétiques.

« Je ne me souviens pas consciemment de mes lectures quand je suis au travail, elles ne sont pas une source d'inspiration immédiate sur le plan plastique ou spirituel, mais j'en suis imprégnée. Sauf, et c'est la seule exception, pour le Soleil Saint-John Perse : j'ai pensé très précisément alors à « l'astre roué vif sur la pierre du seuil », et c'est la raison pour laquelle je l'ai réalisé en granit rouge pour la ville de Brest. Pour les autres sculptures, c'étaient des poètes qui correspondaient à mon propre climat, il s'agit donc plutôt de rencontres. Pour le Soleil-Césaire, j'avais lu Soleil Cou-coupé au tout début des années 50. Et au moment où je faisais ce Soleil il m'a semblé y avoir, non pas équivalence, mais proximité, familiarité. Le Soleil noir de la Mélancolie, je ne l'ai sûrement pas conçu, en 1983, en pensant précisément à Nerval, l'association est apparue ensuite au cours d'une relecture. (...) Quelque chose de comparable s'est produit avec Le Veilleur et L'Hommage à Pessoa. J'ai eu la chance de rencontrer Maurice Blanchot en 1960 et je le relis souvent depuis. J'ai pris conscience qu'il y avait une correspondance entre la forme et les volumes de ma sculpture Le Veilleur et la présence imaginaire de cet Accompagnateur virtuel et solitaire, de ce grand Témoin silencieux qu'est pour moi Blanchot. Quand j'ai réalisé l'Hommage à Pessoa en 1994 j'étais semblablement imprégnée par la lecture de son œuvre, les poèmes aussi bien que Le Livre de l'intranquillité (...). Tous ces poètes ont en commun, dans la vision de notre finitude, d'avoir fait œuvre afin de témoigner de la situation dérisoire et royale qui est celle de l'Homme. Il n'est rien mais il est sujet, fonde le monde et lui donne sens. »

### Dessins
Dans sa jeunesse Simone Boisecq dessine dans la campagne algéroise avec son professeur, le peintre et sculpteur Henri Laithier (1899-1986), auprès de qui elle étudie également la sculpture . Mais la reproduction des choses ne l'intéresse pas. Ce n'est que dans les années 1980, et principalement à partir du début des années 1990 alors qu'elle souffre de ses mains et éprouve des difficultés à pétrir la terre, qu'elle renoue avec le dessin.  Réalisés, sur des formats divers, au crayon, à la plume, encre de Chine ou encre brune, plus rarement au feutre ou au pinceau pour des lavis, ces dessins apparaissent de deux natures distinctes.
Les uns, que l’on pourrait regrouper sous l’appellation de dessins « d’imagination ou d’impression », ont pour origines des éléments naturels, Arbre et Forêt, Fossile, Bois flotté, corolle de fleur, racine, galet, sables et algues, étoile de mer ou coquillage . Simone Boisecq en développe les caractères spontanément « abstraits ». Dans une démarche parente certains de ces dessins, Lignes de vie, évoquent des visions indistinctes, au plus près, d'écorces ou de pierres ou, dans une autre distance, des paysages semés d'architectures incertaines. Végétale ou minérale, « la figure devient signe abstrait » observe Anne Longuet Marx, mais inversement poursuit-elle, d'autres fois « c’est le signe qui devient figure » . Ainsi des Personnages ou des énigmatiques Silhouettes, qui surgissent de quelques traits, entre rencontre de brindilles et idéogrammes, ou du dessin à l'encre d'un arbre vu en 2001 sur les bords du Tage à Lisbonne (Adam et Ève), que Simone Boisecq métamorphose en 2007, sous le même titre, dans les volumes de la sculpture. 
Un second ensemble des dessins de Simone Boisecq, en une relecture de son itinéraire, sont au contraire postérieurs, parfois de plusieurs décennies, aux sculptures dont ils sont des « recréations ». Variant chaque fois points de vue et perspectives sur la même œuvre, ils développent ainsi sur le papier « des formes nouvelles et autonomes » qui ajoutent un présent neuf à son itinéraire passé.
Sous le titre Regard sur Simone Boisecq - dessin une première exposition consacrée à ces dessins est présentée au musée des Beaux-Arts de Reims en 2018. Une deuxième, La Sculpture en face, dessins de Simone Boisecq, est organisée en 2020 et 2021 par le Lieu d'art et action contemporaine de Dunkerque.

## Œuvres dans les musées
- Abbeville, Musée Boucher-de-Perthes : 
  - La Femme cactée, 1956, résine, 78,5 x 24,5 x 13 cm, n° inventaire 2013 ;
  - Mausolée de voyage III, 1997, bronze, 22 x 26 x 16,5 cm, n° inventaire 2013[32] ;
  - Promontoire, 1998, bronze, n° inventaire 2013.

- Agen, Musée des Beaux-Arts d'Agen :
  - L'Hermine, 1973, bronze, 58 x 33,4 x 17,5 cm, n° inventaire 2010.3.1[33] ;
  - Soleil nocturne, 1998, bronze, 45 x 40,3 x 27 cm, n° inventaire 2013.1.1[34].

- Brest, Musée des Beaux-Arts de Brest :
  - Cœur breton, 1953, bronze ;
  - Le Dolmen, Mausolée de voyage IV, 1997, bronze, 27,7 x 35,5 x 31,3 cm.

- Calais, Musée des beaux-arts de Calais :
  - Soleil Césaire, 1954, bronze, 39,5 x 37 x 21 cm, n° inventaire 2004.45.1 ;
  - La Forêt, 1956, résine, 120,5 x 80 x 54 cm, n° inventaire 2004.45.4 ;
  - La petite Citadelle, 1956, bronze, 22 x 16 x 16 cm, n° inventaire 2004.45.2 ;
  - La Forteresse, 1990, bronze, 53 x 40 x 43 cm, n° inventaire 2004.45.3.

- Colmar, Musée Unterlinden [35] :
  - Soleil, 1956, résine, 104 x 102 x 60 cm, n° inventaire 2010.5.1 ;
  - Le Faune, 1956, ciment-pierre, 85 x 37 x 52 cm, n° inventaire 2009.4.1[36] ;
  - Totem, 1957, ciment pierre noire, 112 x 150 x 14 cm, n° inventaire 2010.5.2[37] ;
  - Grand Couple, 1970, plâtre, 170 x 108 x 73 cm, n° inventaire 2010.5.3[38] ;
  - Le Veilleur, 1984-1985, résine patine bronze, 246 x 100 x 95 cm, n° inventaire 2010.5.4 ;
  - Le Défi, 1988-1989, résine patine bronze, 242 x 100 x 50 cm, n° inventaire 2010.5.5 ;
  - Hommage à Pessoa, 1994, bronze, 45 x 23 x 28 cm, n° inventaire 2010.5.6[39] ;
  - La Lutte avec l'ange, 1990, bronze, 50 x 27 x 26 cm, n° inventaire 2010.5.7[40] ;
  - L'Homme du golfe, 1990, bronze, 71,5 x 20 x 30,5 cm, n° inventaire 2013.8.1.

- Dijon, Musée des Beaux-Arts de Dijon[41] : 
  - Œdipe, 1948, terre crue, 21,5 × 17 × 10 cm, inv. 2021-7-15 ;
  - Main, 1952, terre crue, 6,5 × 17,5 × 15 cm, inv. 2021-7-16 ;
  - La Porte étroite, 1952, terre crue, 21,5 × 22,5 × 14 cm, inv. 2021-7-10 ;
  - Ville, 1953, terre crue, 28 × 24 × 20 cm, inv. 2021-7-13 ;
  - Architecture, 1954, terre crue, 20 × 17 × 14,5 cm, inv. 2021-7-14 ;
  - Grand Soleil, 1954, résine, 104 × 102 × 60 cm, inv. 2021-7-1 ;
  - La Forêt, 1955, plâtre, 118,5 × 80 × 63 cm, inv. 2021-7-4 ;
  - Totem, 1957, ciment pierre, 110 × 50 × 15 cm, inv. 2021-7-2 ;
  - Ville haute, 1961, plâtre patiné noir, 51 × 21 × 19 cm, inv. 2021-7-8 ;
  - Théâtre de verdure, 1964, polystyrène plâtré, 42,2 × 60 × 70 cm, inv. 2021-7-12 ;
  - Grand Masque, 1977, pierre du Gard, 110 × 77 × 40 cm, inv. 2021-6-1 ;
  - Le Forum, 1976, plâtre patiné noir, 28,4 × 40 × 19 cm, inv. 2021-7-3 ;
  - Trois idoles, 1983, plâtre, 86 × 35 × 26 cm, 56 × 22 × 25 cm, 59 × 35 × 26 cm, inv. 2021-7-7 ;
  - Le Veilleur 1984-1985, plâtre, 246 × 82 × 72 cm,  inv. 2021-7-6 ;
  - Le Veilleur II, 1984-1985, bronze, 40,2 × 16,8 × 15,2 cm, inv. 2021-2-1[42] ;
  - L’Homme du golfe, 1991, plâtre, 72 × 31 × 21 cm, inv. 2021-7-5 ;
  - Le Grand Témoin, 1998, plâtre armé teinté, 270 × 69 × 410 cm, inv. 2021-7-9 ;
  - Mausolée de voyage V, 1998, plâtre, 37 × 22 × 20 cm, inv. 2021-7-19 ;
  - Mausolée-architecture, 1999, plâtre, 35 × 10,5 × 11 cm, inv. 2021-7-18 ;
  - Mausolée-architecture, 1999, plâtre, 142 × 39 × 40 cm, inv. 2021-7-17 ;                               138 x 38 x 40 cm ;
  - Femme-escalier, 2011, terre crue, 28 × 10,5 × 12 cm, inv. 2021-7-11.

- Dunkerque, Lieu d'art et action contemporaine de Dunkerque :
  - L'Arbre, 1952, terre cuite modelée noire, 104 x 55 x 47 cm, n° inventaire AC.2004.003.02[43] ;
  - Le Forum, 1970, plâtre, 175 x 120 x 116 cm, n° inventaire AC.2004.003.03 ;
  - Le Veilleur, 1984, plâtre, 43 x 22 cm de diamètre n° inventaire AC.2020.004.1.2 ;
  - Le Veilleur, 1984, plâtre, 41 x 13 x 16 cm n° inventaire AC.2020.004.1.3 ;
  - Le grand Veilleur, 1984, résine pierre, 170 x 110 x 60 cm[44] ;
  - Le Veilleur, dessin (I) ;
  - Le Veilleur, dessin (II).

- Limoges, Musée de l'Évêché de Limoges : 
  - Soleil Césaire, 1954, bronze, 40 x 38 x 20 cm, n° inventaire 2004.22.1 ;
  - Totem, 1957, résine, 108 x 48 x 14,5 cm, n° inventaire 2004.22.2[45] ;
  - Maquette pour Le Mur, collège Bernard de Ventadour (Limoges), 1973, 39 x 67 x 14 cm, n° inventaire 2004.14.1 ;
  - Couple II, 1976, pierre blanche, 88 x 50 x 24 cm, n° inventaire 2005.3.1 ;
  - Petit Couple III, 1976, résine, 27,5 x 17,5 x 12 cm, n° inventaire 2011.16.1[46] .

- Lyon, Musée des Beaux-Arts de Lyon :
  - Objet sauvage à piquants, 1951, terre cuite noire, 34 x 32 x 32 cm, n° inventaire 2013.8.3[47]. ;
  - Fleur carnivore, 1952, terre cuite, 58 x  55 x 21 cm, n° inventaire 2013.8.1[48] ;
  - Dualité, 1958, terre cuite, 52,5 x 38 x 35 cm, n° inventaire 2013.8.2[49] ;
  - Pierre solaire, 1970, pierre, 49 x 50,5 x 11 cm, n° inventaire 2013.8.4[50] ;
  - Soleil noir de la mélancolie, 1983, bronze, 28 x 26,7 x 13,5 cm, n° inventaire 2013.8.5[51] ;
  - Mausolée de voyage II, 1992, bronze, 34 x 28 x 23 cm n° inventaire 2013.8.6[52] .
  - La Maison du père, 1996, bronze, 53 x 21 x 18,6 cm, n° inventaire 2013.8.7 ;
  - Le Cinquième Acte, 1999, bronze, 38,5 x 36,5 x 27 cm, n° inventaire 2013.8.8.

- Metz, Musée de la Cour d'Or :
  - Totem, 1957, ciment pierre noir, 112 x 50 x 14 cm, n° inventaire 2013.4.1.

- Meudon, Musée d'Art et d'Histoire : 
  - Soleil, 1954, bronze, 39,5 x 37 x 21 cm ;
  - L'Homme cactus, 1956, terre cuite, 85 x 21,5 x 21,5 cm.

- Nancy, Musée des Beaux-Arts de Nancy : 
  - Femme cactée, 1956, résine, 78,5 x 24,5 x 13cm, n° inventaire 2009.6.1 ;
  - La Citadelle, 1956, plâtre, 168 x 108,5 x 108cm, n° inventaire 2008.4.1[53] ;
  - La Citadelle, 1990, encre bleue sur tracé au crayon, 33 x 32,2 cm, n° inventaire 2009.6.3 ;
  - Stèle sans âge, 1993, encre de Chine sur papier, 38 x 28 cm, n° inventaire 2009.6.2 ;
  - La Citadelle, dessin sur papier, 65,5 x 50,5 cm, n° inventaire 2009.6.4 ;
  - Lignes de vie II, encre de Chine sur papier, 18,5 x 13,5 cm, n° inventaire 2009.6.5.

- Nantes, Musée des Beaux-Arts de Nantes :
  - Objet sauvage, 1952, ciment pierre, 45 x 35 x 35 cm, n° inventaire 13.5.1.S[54] ;
  - Le Faune, 1956, ciment pierre, 89,5 x 56 x 32 cm, n° inventaire 13.5.2.S[55] ;
  - La ville III, 1967, plâtre patiné, 29 x 19 x 20 cm, n° inventaire 969.11.1.S[56].

- Paris, Centre Pompidou[57] :

Sculptures
- - Soleil Césaire,1953, terre cuite, 39,5 x 38,5 x 22 cm, n° inventaire AM 2018-9[58] ;
  - Le Faune, 1956, terre cuite chamottée, patinée et cirée, 89,5 x 56 x 32 cm,  n° inventaire AM 2018-10[59] ;
  - Totem, 1957, terre cuite, 112 x 50 x 14 cm, n° inventaire AM 2018-8[60] ;
  - Le Forum, 1970, plâtre, 1970, 29 x 74 x 28 cm, n° inventaire AM 2022-368 ;
  - Le Mur, 1973, pierre calcaire, 76 x 85,5 x 42 cm, n° inventaire AM 2022-57 ;
  - Le Temps, 1998, plâtre, 98 x 60 x 18 cm, n° inventaire AM 2022-367 ;

Dessins
- - Cinquième acte, 1998, encre de Chine sur papier grainé, 76,5 cm 56,5 cm, n° inventaire AM 2022-375 ;
  - Mausolée de voyage V, 2000, encre de Chine sur papier, 66 x 50,5 cm, n° inventaire AM 2022-376 ;
  - Le Temps (3), 2000, encore de Chine sur papier, 66 x 50,5 cm, n° inventaire AM 2022-371.
  - Soleil Césaire (1), 2001, encre de Chine sur papier, 66 x 50,2 cm, n° inventaire AM 2022-372 ;
  - Soleil Césaire (2), 2001, encre de Chine sur papier, 66 x 50,2 cm, n° inventaire AM 2022-373 ;
  - Faune, 2003, encre de Chine et lavis d’encre sur papier, 66 x 50,5 cm, n° inventaire AM 2022-374 ;
  - Forum, 2003, encre de Chine, frottage et grattage sur tracé au graphite sur papier grainé à bords frangés, 50,5 x 66 cm, n° inventaire AM 2022-377 ;
  - Le Temps (1), sans date, encore de Chine sur papier, 65,5 x 44,5 cm, n° inventaire AM 2022-369 ;
  - Le Temps (2), sans date, encore de Chine sur papier, 66 x 50,5 cm, n° inventaire AM 2022-370 ;

- Paris, Musée d'Art moderne de Paris :
  - L'homme cactus, 1952, ciment noir, 85 x 21,5 x 21,5, n° inventaire  AMVP-2015-38 ;
  - La Femme cactée, 1956, terre cuite patinée, 78,5 x 24,5 x 13 cm, n° inventaire AMVP-2015-39[61].

- Paris, collections du Centre national des arts plastiques[62] :
  - Vase à deux anses, c. 1948, céramique noire métallisée, 30 x 20 cm, n° inventaire FNAC 340, en dépôt depuis 1948 à l'Ambassade de France à Londres ;
  - Objet sauvage, 1952, terre cuite, 42 x 22 cm, n° inventaire FNAC 7820, en dépôt depuis 2011 au Musée des Beaux-Arts de Lons-le-Saunier ;
  - Vase, entre 1948 et 1952, terre cuite et engobe noir, 45,5 x 36,5 x 25 cm, n° inventaire FNAC 496
  - Soleil, 1975, pierre du Gard, 78 x 61 x 24 cm, n° inventaire FNAC 10142.

- Pointe-à-Pitre (Guadeloupe), Musée Saint-John Perse : 
  - Soleil Saint-John Perse, 1977, bronze), 76 x 61 x 21 cm[63].

- Poitiers, Musée Sainte-Croix :
  - La Forêt,1956, résine), 118,5 x 80 x 75 cm, n° inventaire 2012.5.2 ;
  - Figure totémique, 1972, pierre blanche, 66,5 x 30 x 18 cm, n° inventaire 2012.5.1.

- Reims, Musée des beaux-arts de Reims [64] :
  - Le Fruit, 1951-1952, terre cuite chamottée noire, 80 x 86 x 76 cm, n° inventaire 2012.5.14[65] ;
  - La Forêt, 1952, terre cuite chamottée peinture noire, 118,5, x 80 x 75 cm, n° inventaire 2007.11.1[66] ;
  - Cœur breton, 1953, ciment, 23,5 x 19 x 12 cm, n° inventaire 2012.5.12 ;
  - Femme cactée, 1957, terre cuite modelée et engobée, 78,5 x 21 x 9,5 cm, n° inventaire 2012.5.13[67] ;
  - Grande Ville haute, 1961, plâtre appliqué sur âme de polystyrène, trois éléments, 302,1 x 138 x 110 cm, n° inventaire 2012.5.15.0[68] ;
  - Théâtre de verdure, 1964, plâtre patiné, 49 x diamètre 90 cm, n° inventaire 2004.3.2.O[69] ;
  - Figure totémique, 1975, ciment teinté en noir), 64,5 x 32 x 21 cm, n° inventaire 2012.5.16[70] ;
  - Soleil tripode, 1984, plâtre), 18,4 x 17,5 x 8,1 cm, n° inventaire 2012.5.17[71] ;
  - L’Arche, Mausolée de voyage III, 1994, bronze, 21 x 26,7 x 17,2 cm, n° inventaire 2012.5.18[72] ;
  - Le Dolmen, Mausolée de voyage IV, 1997, plâtre), 27,7 x 35,5 x 31,3 cm, n° inventaire 2012.5.19[73] ;
  - Vanité, 2001, bronze, 17,2 x 24,6 x 29,6 cm, n° inventaire 2012.5.20.0[74] ;
  - Adam et Ève I, 2007, plâtre), 40,8 x 33,1 x 19 cm, n° inventaire 2012.5.21[75] ;
  - « Le Couple » de Karl-Jean Longuet, 1998, encre à la plume, lavis et crayon graphite sur papier, 49,3 x 25,6 cm, n° inventaire 2020.2.26.

- Roubaix, La Piscine, Musée d'Art et d'Industrie : 
  - Vase crénelé, 1948, terre cuite chamottée, 51 x 18 x 20 cm, n° inventaire 2005.73.2[76] ;
  - Cactée, 1948, terre cuite noire, 51 x 22 x 20 cm, n° inventaire 2005.73.1[77].

- Saint-Étienne, Musée d'art moderne de Saint-Étienne Métropole : 
  - Objet sauvage, 1948, terre cuite noire, 48 x 32 x 14 cm, n° inventaire D.2003.5.1[78].

- Valence, Musée d'Art et d'Archéologie de Valence :
  - Croix de carrefour, 1972, pierre de Hauteroche), 96 x 61,5 x 37 cm, n° inventaire 2013.3.1;
  - Petit masque, 1976, bronze, 26 x 21 x 13 cm, n° inventaire 2013.3.2[79] ;
  - T comme destin, 1988, bronze, 56 x 46 x 23 cm, n° inventaire 2013.3.3 ;
  - Le Défi, 1988, résine, 1988, 242 x 98 x 48 cm, n° inventaire 2013.3.5[80],[81] ;
  - Mausolée de voyage V, 1998, bronze, 31 x 21 x 20 cm, n° inventaire 2013.3.4[82] ;
  - Golgotha, 2008, plâtre), 59 x 40 x 30 cm, n° inventaire 2013.3.6[83].

## Sculptures monumentales
- 1956 : Grand Soleil Césaire, ciment pierre, 100 x 100 x 50 cm, école des Blagis, Sceaux (architecte Paul Herbé)[84]
- 1964 : Soleil Césaire, cuivre martelé et soudé, 200 X 200 x 100 cm, Rosny-sous-Bois (architecte Jean de Mailly)
- 1972 : L'Arbre, terre cuite, 200 x 100 x 100 cm, collège Beaumanoir de Ploërmel (architecte Yves Guillou)
- 1974 : La Flamme de Brocéliande, cuivre martelé et soudé, 200 cm, CES de Mauron (architecte Yves Guillou)
- 1974 : Le Cœur, cuivre, 225 x 110 x 110 cm, ville de Loudéac (architecte Hervé Peron)
- 1975 : Le Couple II, pierre, 110 cm, CES de Gif-sur-Yvette (architecte Ossip Ohanessian)
- 1975 : La Clé de l'infini, pierre, 78 x 44 x 18 cm, Rupt-sur-Moselle (architecte Zonca)
- 1976 : Le Forum, pierre, 200 m2, 3,50 m de hauteur, Provins (architecte Jean-Pierre Paquet)
- 1976 : Le Mur, pierre, 240 x 400 x 75 cm, collège Bernard de Ventadour, Limoges (architecte Ossip Ohanessian)
- 1978 : Soleil Saint-John Perse, granit rose, 232 x 198 x 72 cm, collège de Brest (architecte Hervé Péron)
- 1878 : Cadran solaire, pierre,110 cm, collège Le Verger d'Auray (architecte Yves Guillou)
- 1981 : Stèle sans âge I, pierre, 70 x 62 x 25 cm, salle des fêtes Limoges (architecte Ossip Ohanessian)
- 1982 : Le Voile, pierre, école militaire, Pamiers
- 1984 : La Cactée II, cuivre martelé et soudé, 180 x 110 x 105 cm, Cité scolaire, Le Marin, Martinique
- 1986 : Stèle sans âge III, pierre, 78 x 57 x 36 cm, École nationale d'administration (Institut des Sciences Politiques), Paris (architecte Ossip Ohanessian)

## Sculptures éditées parla Monnaie de Paris
- 1975 : La Flamme de Brocéliande, bronze, 24,5 x 10 x 4 cm
- 1980 : Le Signal, aluminium, 20 cm
- 1980 : Signe solaire, laiton
- 1981 : Croix de carrefour, aluminium
- 1981 :Croix solaire, argent, bronze
- 1982 : Stèle sans âge II, aluminium

## Écrits
- Simone Boisecq, « Sculpter la vie dans l’espace. Réflexions d’un sculpteur », dans Études théâtrales no 49, Louvain, 2010, p. 166

## Archives
- Fonds Karl Longuet-Marx et Simone Boisecq (1926-2020) [archives écrites et photographiques ; 42 boites].  Cote : LONBOI 1 - 42. Paris : Bibliothèque Kandinsky, Centre Pompidou (présentation en ligne).

## Éléments de bibliographie
: source utilisée pour la rédaction de cet article

### Monographies
- Michel-Georges Bernard, L’instant et le lieu, Paris, L’Orycte, 1999.
- Valérie Lawitschka et Anne Longuet Marx, Simone Boisecq, Le sculpteur et ses poètes, textes en allemand, français et portugais, de Oskar Pastior, Jean Guichard-Meili, Jacques Roubaud, Claude Esteban, Charles Juliet et Michel-Georges Bernard, Hölderlin-Gesellschaft, Tübingen et Édition Isele, Eggingen, 1999 (BNF 37626772).
- Jean Daive, Ce que trouvent les formes. L'œuvre sculpté de Simone Boisecq, texte en allemand, français et portugais, Les conférences du Divan no 6, Paris-Tübingen, Édition Isele, Eggigen, 1999.
- Michel-Georges Bernard, De l’autre côté du temps, Les sculptures de Simone Boisecq, Paris, L’Orycte, 2004.
- Simone Boisecq, la période sauvage (1946-1960), sous la direction de Anne Longuet Marx, préface de Antoinette Le Normand-Romain, textes de Desvages Mathilde, Liot David, Maingeon Claire, Montout-Richard Marie-Hélène, Tsagkari Nikoleta, Publications de l'Université de Rouen et du Havre, 2017, 200 p.  (ISBN 979-1024008578)
- Simone Boisecq, collection Paroles d’artiste, Lyon, Fage éditions, 2020 64 p.
- Anne Longuet Marx, Le Soleil et l'envol, À la rencontre de Simone Boisecq et Karl-Jean Longuet, sculpteurs, Paris, L'atelier contemporain, 2022.

### Catalogues d'expositions
- Michel-Georges Bernard, Simone Boisecq, dans Lumière, Couleurs, Formes (Roger Bissière, Jean Bazaine, André Beaudin, Jean Bertholle, Simone Boisecq, Maurice Estève, Étienne Martin, Eudaldo, André Fougeron, Léon Gischia, Elvire Jan, Charles Lapicque, Lucien Lautrec, Jean Le Moal, Karl-Jean Longuet, Alfred Manessier, Juana Muller, Alicia Penalba, Édouard Pignon, Mario Prassinos, Gabriel Robin, Hans Seiler, Gustave Singier, François Stahly, Árpád Szenes, Pierre Tal Coat, Raoul Ubac, Maria Elena Vieira da Silva, Jacques Villon), Hôtel de Ville d'Aulnay-sous-Bois, novembre 2008.
- Sculpture’elles, Les sculpteurs femmes du XVIIIe siècle à nos jours,  Boulogne-Billancourt, Musée des Années Trente, Paris, Somogy, 2011.
- Karl-Jean Longuet et Simone Boisecq, de la sculpture à la cité rêvée, Musée des Beaux-Arts d'Agen; Musée Unterlinden de Colmar; Musée des Beaux-Arts de Limoges; Musée Sainte-Croix de Poitiers; Musée des Beaux-Arts de Reims - Lyon, Fage éditions, 2011, 216 pages  (ISBN 978 2 84975 218 0).
- Sculptures du XVIIème au XXème soècles. Musée des Beaux-Arts de Lyon, Somogy, 2017 (p. 468-469).
- Chefs-d’œuvre du musée des Beaux-Arts de Reims, Lienart, 2017 (p. 240-241).
- Femmes Années 50, Au fil de l’abstraction, peinture et sculpture, Rodez, musée Soulages, Hazan, 2019.
- Regard sur Simone Boisecq - dessin, Le Petit journal n° 8, Musée des Beaux-Arts de Reims, février-mai 2018.
- Femmes artistes autour de Marta Pan, La vraie vie est ailleurs, Musée des Beaux-Arts de Brest, 2019 (p.32-41).
- Au cœur des abstractions, Marie Raymond et ses amis, Musée de Tessé, Le Mans, Arteos, 2021 (p. 19, 76, 86 et 196).
- Acquérir, de Palmyre à Soulages, dir. Sylvie Ramond, Lyon, éditions El Viso, 2021 (p.422-425).
- Simone Boisecq et Karl-Jean Longuet, une sculpture vivante entre Bretagne et Saint-Germain-des-Prés, Archives et Patrimoine, Auray, 2021.
- La sculpture en face, dessins de Simone Boisecq, textes de Anne Longuet-Matx, Sabrina Dubbeld et Hugo Daniel, LAAC-Dunkerque, novembre 2020-avril 2021, 36 p.
- Donation Boisecq Longuet au musée des Beaux-Arts de Dijon, préface de François Rebsamen, textes de  Anne Longuet Marx, Agnès Werly, Blandine Chavanne, Thierry Dufrêne et Sabrina Dubbeld, Silvana Editoriale/musée des Beaux-Arts de Dijon, 2022, 112 p.

### Articles
- Sobre Simone Boisecq (en portugais), Michel-Georges Bernard, Entrevista a Simone Boisecq; André.S. Labarthe, Fragmentos de um diario de filma gens ; Anne Longuet-Marx, Repercussoes ; Manuel Gusmao, Alguma notas ; Fernando Cabral Martins, Os espaços incertos, dans Tabacaria, Revista de poesia e artes plasticas, no 9, Casa Fernando Pessoa, Lisbonne, automne 2000, p. 5-41.
- Simone Boisecq, dossier, Michel-Georges Bernard, De l’autre côté du temps : les sculptures de Simone Boisecq, extraits de Aube Lardera, André Guégan, Charles Juliet, Valérie Lawitschka et Anne Longuet-Marx, Jean Daive, entretien avec Simone Boisecq, dans Algérie Littérature / Action, no 59-60, Paris, mars-avril 2002.
- Anne Longuet Marx, Les sculpteurs Karl-Jean Longuet et Simone Boisecq : nouvelles acquisitions, dans La Revue des Musées de France, revue du Louvre, Paris, no 5, décembre 2009, p. 77-86.
- Marion Pacot, Simone Boisecq et Karl-Jean Longuet, un couple de sculpteurs modernes, dans Revue Péristyles, Cahiers des Beaux-Arts de Nancy, juin 2019.

### Ouvrages généraux
- André Chastel et Paule-Marie Grand, Formes de l’art, L’Art pour l’art, vol. 5, p. 75, 1958.
- Michel Seuphor, La Sculpture de ce siècle, Éditions du Griffon, Neuchâtel, 1959.
- « Le Soleil dans l’art », dans Graphis, International journal of graphic art, vol. 18, n° de jubilé - no 100, Zürich, mars-avril 1962, p. 242.
- Jean Guichard-Meili, Donation Gildas Fardel, musée des beaux-arts de Nantes, préface à Simone Boisecq, Documentation internationale d’art contemporain, cahier IV, 1969.
- Michel Ragon et Michel Seuphor, L'Art abstrait, 4, 1945-1970, Maeght éditeur, Paris, 1974, p. 102-103.
- Aube Lardera, Simone Boisecq, dans Ionel Jianou, Gérard Xuriguera, Aube Lardera, La sculpture moderne en France, Arted Éditions d'Art, Paris, 1982 .
- Claude Louis-Combet, « Simone Boisecq, Vanité des vanités, tout est vanité », dans Des Artistes, Septentrion Presses universitaires, Villeneuve d’Ascq, 2010, p. 37-38.
- La Collection d'art moderne, Musée de la Cour d'Or – Metz Métropole, Silvana Editoriale, 2014, 204 pages  (ISBN 9788836628070).
- « Mésaventures d'une sculpture » [Cactée II], dans 1% artistique en Martinique, 52 ans de création, Direction des Affaires culturelles en Martinique, Fort de France, 2015, p. 15-17.